# Месје 93
Месје 93 (М93) је расејано звездано јато у сазвежђу Крма које се налази у Месјеовом каталогу објеката дубоког неба.
Деклинација објекта је - 23° 51' 24" а ректасцензија 7h 44m 30,0s. Привидна величина (магнитуда) објекта М93 износи 6,2. М93 је још познат и под ознакама NGC 2447, OCL 649, ESO 493-SC7.